# Axel Gudbrand Blytt
Axel Gudbrand Blytt ( * Oslo, 1843 - ibíd., 1898) fue un botánico noruego. Su padre Mathias Numsen Blytt también fue botánico.
Axel Blytt trabajó en el "Herbario Christiania" de la Universidad de Oslo desde 1865, primero como conservador, luego, desde 1880, como profesor.
En base parcialmente a la obra de su padre, publica en los 1870s el libro Essay on the Immigration of the Norwegian Flora during Alternating Rainy and Dry Periods. Por desarrollar la teoría climática Blytt-Sernander del cambio de clima sigue siendo hoy muy conocido
Su obra, Essay on the Immigration of Norwegian Flora. (1876) fue leída por Charles Darwin influyéndolo.
Los especímenes de Blytt recolectados en sus estudios se guardan en el "Museo Botánico" de la Universidad de Oslo. Y el Buffalo Museum of Science en Buffalo, New York también resguarda parte de la colección de especímenes. Quien aseguró que esa colección era de Blytt fue Charles Peck, el botánico del Estado de Nueva York (de 1883 a 1913, en 1872 Report of the Botanist al Senado de Nueva York. Peck escribe que recibe 22 especímenes de líquenes de la Univ. de Noruega, Christiana (Oslo), Noruega, para el Gabinete de Bot. del Estado de NY. Hay también una mención sobre Blytt en la correspondencia del botánico suizo Leo Lesquereux y George William Clinton, luego Pte. del "Museo de Ciencias Naturales de Buffalo, viendo especímenes y en una visita al Museo de Buffalo por Lesquereux. Y allí se refiere a Blytt como "un buen botánico noruego al que solo conozco por escribirnos. Christiania Noruega."

## Algunas publicaciones
- Blytt, A G. 1880. Clastoderma A.Blytt, novum Myxomycetum genus. Botanische Zeitung 38 (19): 343-344

## Honores
Blyttberget, un gran risco al sudeste de Nordlaguna, en la isla noruega de Jan Mayen, fue nombrada en su honor. El botánico germano Wilhelm Schimper nomnró varios musgos en su honor.